# Zofia Palowa
Zofia Palowa z d. Dutkowska (ur. 15 maja 1923 w Warszawie, zm. 1 listopada 2020) – polska artystka plastyk, ceramiczka, związana m.in. z Instytutem Wzornictwa Przemysłowego.

## Życie i twórczość

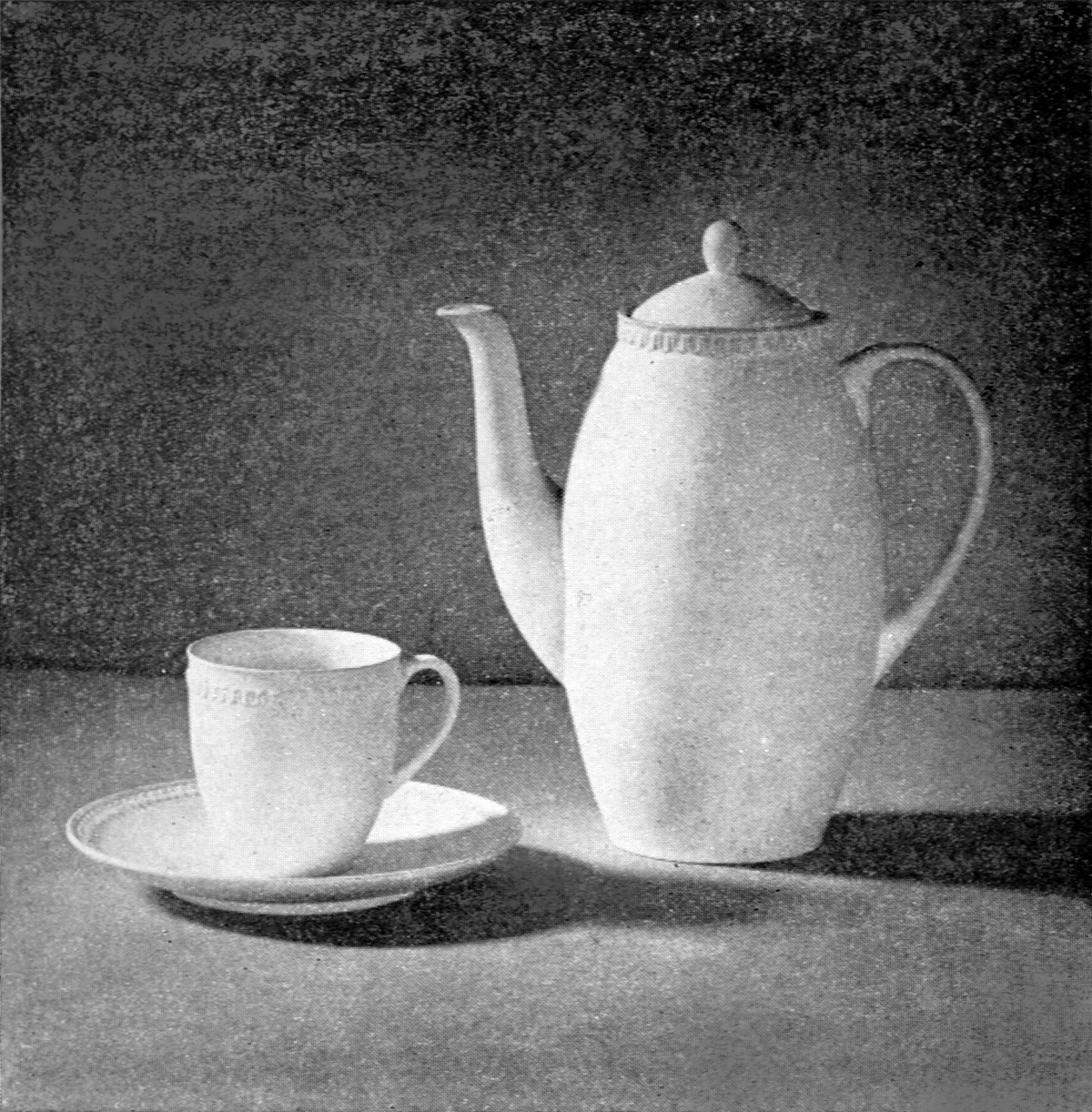
Komplet do kawy (projekt dla Instytutu Wzornictwa Przemysłowego)

Urodziła się w 1923 w Warszawie. Studiowała w latach 1945–52 w pracowni prof. Mariana Wnuka i Julii Kotarbińskiej na Wydziale Rzeźby warszawskiej ASP. Od lat 50. mieszkała na Saskiej Kępie. Od 1952 do 1959 projektowała szkło i ceramikę dla IWP, współpracowała z Desą. W 1957 uruchomiła własną pracownię ceramiczną. Tworzyła ceramikę dekoracyjną i użytkową, w tym naczynia łączące różne materiały z ceramiką. Uczestniczyła m.in. w I i II Ogólnopolskiej Wystawie Architektury Wnętrz i Sztuki Dekoracyjnej. Współautorka, wraz z Zofią Przybyszewską, publikacji Wzornictwo ceramiczne Instytutu Wzornictwa Przemysłowego. Jej prace znajdują się m.in. na wystawach stałych w Muzeum Narodowym w Warszawie (Galeria Wzornictwa Polskiego) oraz w Muzeum Narodowym we Wrocławiu (ekspozycja Cudo-Twórcy).
Pochowana na cmentarzu ewangelicko-augsburskim w Warszawie (aleja 25, grób 3).

## Nagrody[12]
- 1957 – III Nagroda Ministra Kultury i Sztuki na Ogólnopolskiej Wystawie Architektury Wnętrz
- 1964 – I Nagroda CZSP w konkursie Cepelii na plakietę jubileuszową 7 wieków Warszawy